# 埃尔温·施特雷泽曼
埃尔温·施特雷泽曼（Erwin Stresemann，1889年11月22日—1972年11月20日）是一位德国博物学家、鸟类学家。

## 生平
1921年起，施特雷泽曼负责柏林动物学博物馆鸟类部，鼓励了一批年轻德国科学家，包括恩斯特·迈尔和伯恩哈德·伦施。
施特雷泽曼长期担任《鸟类学杂志》编辑。他出版的主要作品时德国《动物学手册》鸟类卷（1927 - 1934）。他还写了《鸟类学的发展》（1951年），回望了从亚里士多德到当代的鸟类学发展。